# Le Temps d'une romance
Pour plus de détails, voir Fiche technique et Distribution.
Le Temps d'une romance (Moment by Moment) est un film américain réalisé par Jane Wagner,
sorti en 1978.

## Synopsis
Délaissée par un mari infidèle, Trisha va vivre une aventure passionnée avec un homme plus jeune qu'elle.

## Fiche technique
- Titre original : Moment by Moment
- Réalisation : Jane Wagner
- Scénario : Jane Wagner
- Production : Robert Stigwood
- Musique : Lee Holdridge
- Photographie : Philip H. Lathrop
- Pays de production : États-Unis
- Genre : comédie dramatique
- Durée : 102 minutes
- Dates de sortie : 
  - États-Unis : 22 décembre 1978
  - France : 19 août 1979

## Distribution
- John Travolta : Strip
- Lily Tomlin : Trisha
- Andra Akers : Naomi
- Bert Kramer : Stu
- Shelley R. Bonus : Peg
- Debra Feuer : Stacie
- James Luisi : Dan Santini

## Accueil
Le film est un échec commercial, le premier de la carrière de John Travolta.